# Osma dalmatinska brigada NOVJ-a
Osma dalmatinska udarna brigada NOVJ-a formirana je 10. rujna 1943. godine u selu Sratok (danas Bogdanovići) od boraca iz Šibenskog NOP odreda i novih boraca iz Šibenika i okoline. Poznata je i pod nazivom Šibenska brigada. Prilikom osnutka njezinu formaciju činili su stožer, četiri bataljuna i pristožerne postrojbe od ukupno 890 boraca, od toga 71 žena. Bila je u sastavu 20. dalmatinske divizije od njenog formiranja 10. listopada 1943., pa do kraja rata.
Sudjelovala je u borbi protiv njemačke 114. i 264. divizije na pravcima Šibenik-Trogir i Drniš-Muć-Split. Uspješno je branila pravac Sinj-Prolog. Branila je pravce od Šibenika prema Perkoviću i Trogiru tijekom listopada i studenog 1943. i u tim borbama pretrpjela značajne gubitke. U prosincu tijekom operacije „Zitten“ branila je pravac Sinj - Vaganj - Livno Početkom ožujka 1944. našla se u teškoj situaciji uslijed koncetričnog njemačkog napada između Perkovića i Trogira, i prilikom izvlačenja pretrpjela je značajne gubitke. U travnju je sudjelovala u borbama za Vrliku, a u lipnju 1944. spriječila je prodor njemačkih snaga od Sinja, Prologa i Vrlike prema Dinari. Krajem lipnja 1944. oslobodila je Vrličku krajinu. Tijekom ofenzive za oslobođenje Dalmacije krajem listopada oslobodila je Hrvace i Sinj i sudjelovala u uništenju ustaško-domobranske grupacije „Cetina“. Sudjelovala je i u Kninskoj operaciji.
U završnim operacijama sudjeluje u oslobođenju Bihaća. Zajedno s Kočevskom grupom brigada uništila je jače četničke snage u Banjskoj Loki. Istakla se u uličnim borbama u Trstu od 30. travnja 1945. godine.
Odlikovana je Ordenom zasluga za narod sa zlatnom zvijezdom i Ordenom bratstva i jedinstva sa zlatnim vijencem.
Ulica u gradu Šibeniku, kvart Vidici, i danas nosi ime 8. dalmatinske udarne brigade.